# Lucius Allius Volusianus
Lucius Allius Volusianus (vollständige Namensform Lucius Allius Luci filius Stellatina Volusianus) war ein im 2. Jahrhundert n. Chr. lebender römischer Politiker. Durch eine Inschrift, die in Ferentium gefunden wurde, sind einzelne Stationen seiner Laufbahn bekannt.
Volusianus leistete zunächst seinen Militärdienst als Tribunus laticlavius in der Legio XII Fulminata Certa Constans, die ihr Hauptlager in Melitene in der Provinz Cappadocia hatte. Als Nächstes wurde er Quaestor in der Provinz Baetica. Nach Rom zurückgekehrt, übte er das Amt des aedilis cerialis aus.
Volusianus war in der Tribus Stellatina eingeschrieben und stammte aus Ferentium. In seiner Heimatstadt war er Patron des Kollegiums der fabri und centonariori. Durch die Ehrenbezeichnung Certa Constans lässt sich seine Dienstzeit bei der Legion auf die Zeit nach 175 datieren, da die Legion diese Auszeichnung erhielt, als sie nach der Usurpation des Avidius Cassius dem Kaiser Mark Aurel treu blieb.